# Gianluca Mancini
Gianluca Mancini (Pontedera, 1996. április 17. –) olasz labdarúgó, 2024-ben az olasz Serie A-ban szereplő AS Roma játékosa.

## Pályafutása
2024. június 6-án bekerült a 2024-es labdarúgó-Európa-bajnokságra utazó végleges keretbe.

## Statisztika

### Klub
2019. május 26-án lett frissítve
| Klub             | Szezon           | Bajnokság | Bajnokság | Kupa  | Kupa | Nemzetközi | Nemzetközi | Egyéb | Egyéb | Összes | Összes |
| Klub             | Szezon           | Mérk.     | G.        | Mérk. | G.   | Mérk.      | G.         | Mérk. | G.    | Mérk.  | G.     |
| ---------------- | ---------------- | --------- | --------- | ----- | ---- | ---------- | ---------- | ----- | ----- | ------ | ------ |
| Perugia          | 2015–16          | 12        | 0         | 2     | 0    | —          | —          | —     | 14    | 0      |        |
| Perugia          | 2016–17          | 13        | 1         | 1     | 0    | —          | —          | 2     | 0     | 16     | 1      |
| Perugia          | Összesen         | 25        | 1         | 3     | 0    | 0          | 0          | 2     | 0     | 30     | 1      |
| Atalanta         | 2017–18          | 11        | 1         | 2     | 0    | 0          | 0          | —     | —     | 13     | 1      |
| Atalanta         | 2018–19          | 30        | 5         | 2     | 0    | 3          | 1          | —     | —     | 35     | 6      |
| Atalanta         | Összesen         | 41        | 6         | 4     | 0    | 3          | 1          | 0     | 0     | 48     | 7      |
| Karrier összesen | Karrier összesen | 66        | 7         | 7     | 0    | 3          | 1          | 2     | 0     | 78     | 8      |

### Válogatott
2019. június 22-én lett frissítve
| Olaszország | Olaszország     | Olaszország |
| Év          | Pályára lépések | Gólok       |
| ----------- | --------------- | ----------- |
| 2019        | 2               | 0           |
| Összes      | 2               | 0           |

## Sikerei, díjai
- AS Roma
  - UEFA Konferencia Liga: 2021–22

## További információ
- Gianluca Mancini adatlapja a worldfootball.net oldalon (angolul)
- Gianluca Mancini adatlapja a National-Football-Teams.com oldalon (angolul)